# أمين إماملييف
أمين إماملييف (7 أغسطس 1980 بباكو في أذربيجان - ) هو لاعب كرة قدم أذربيجاني في مركز الوسط. شارك مع منتخب أذربيجان لكرة القدم. أما مع النوادي، فقد لعب مع برشلونة ونادي ريال مدريد والهلال السعودي وميلان ونادي ليفربول نادي إنتر باكو ونادي باكو ونادي قره باغ ونادي كاباز وAraz-Naxçıvan PFK ‏ وShafa Baku FK ‏.

## وصلات خارجية
- أمين إماملييف على موقع الاتحاد الدولي (مؤرشف)  (الإنجليزية)
- أمين إماملييف على موقع الاتحاد الأوربي (الإنجليزية)
- أمين إماملييف على موقع قاعدة بيانات كرة القدم.إي يو (الإنجليزية)
- أمين إماملييف على موقع ناشيونال فوتبول تيمز (الإنجليزية)
- أمين إماملييف على موقع Soccerway.com (الإنجليزية)